# Zvonimir Sabolović
Zvonimir „Zvonko” Sabolović (ur. 23 czerwca 1923 w Križevcach, zm. 5 maja 2008 w Belgradzie) – jugosłowiański lekkoatleta (sprinter).
W 1947 zdobył dwa medale na uniwersjadzie: złoty na 400 metrów z czasem 50,4 s oraz brązowy na 200 m z czasem 22,6 s. W 1948 wystartował na igrzyskach olimpijskich w biegu na 400 m oraz sztafecie 4 × 400 m. W pierwszej rundzie rywalizacji na 400 m wygrał swój bieg eliminacyjny z czasem 49,9 s i przeszedł do ćwierćfinału, w którym odpadł, zajmując przedostatnie, 5. miejsce w swoim biegu z czasem 49,5 s. Jugosłowiańska sztafeta 4 × 400 m z Saboloviciem w składzie odpadła w pierwszej rundzie rywalizacji, plasując się na 4. pozycji w swoim biegu eliminacyjnym z czasem 3:25,4 s. Podczas mistrzostw Europy w 1950 odpadł w eliminacjach na 400 metrów (z czasem 49,5) oraz w sztafecie 4 × 400 metrów (z wynikiem 3:19,20). W 1951 wystartował na igrzyskach śródziemnomorskich, na których zdobył trzy medale: srebrny w sztafecie 4 × 400 m z czasem 3:23,9 s, brązowy na 400 m z czasem 48,6 s i w sztafecie 4 × 100 m z czasem 48,6 s. Wielokrotny rekordzista kraju w różnych konkurencjach.

## Rekordy życiowe
- Bieg na 400 metrów – 48,2 (1951) wynik ten był rekordem Jugosławii do 1958[12]